# فيرتوس فيرونا
فيرتوس فيرونا (بالإيطالية: Virtus Verona)‏، الذي تأسس باسم يونيون سبورتيفا فيرتوس بورجو فينيسيا (بالإيطالية: Unione Sportiva Virtus Borgo Venezia)‏ في عام 1921، والذي يشار إليه أحيانًا باسم فيرتوس فيكومب فيرونا (بالإيطالية: Virtus Vecomp Verona)‏ لأسباب تتعلق بالرعاية، هو نادي كرة قدم إيطالي يقع في بورجو فينيسيا [الإيطالية]، إحدى مقاطعات فيرونا، فينيتو. يلعب حاليًا في دوري الدرجة الثالثة الإيطالي.